# Destricted
Destricted es una película de género erótico producida por Offhollywood Pictures en 2006. La película consta de 7 cortometrajes con contenido erótico y pornográfico. En todos ellos se plasma la visión de los directores sobre el sexo y cómo este se fusiona con el arte.

## Argumento
La película está compuesta por los siguientes cortos:
- Impaled, de Larry Clark. Un casting para un film pornográfico, donde en lugar de las habituales mujeres inseguras, se muestran a hombres inseguros. Con Jasmine Byrne, Dillan Lauren, Sativa Rose y Angela Stone.
- Balkan Erotic Epic, de Marina Abramovic. En este segmento se da cuenta de la cultura sexual en los Balcanes, donde se creía desde tiempos ancestrales que los órganos sexuales se usaban como herramientas contra enfermedades y elementos dañinos en la naturaleza.
- House Call, de Richard Prince. Una escena sexual vintage, recontextualizada a través de cortes y música. Con Kora Reed y John Saint.
- Sync, de Marco Brambilla. Se utiliza una batería de imágenes provenientes de diferentes films porno, las ciales se suceden a una velocidad muy rápida mientras suena un solo de batería.
- Hoist, de Matthew Barney. Una juxtaposición de sexualidad y la industria de la maquinaria.
- Death Valley, de Sam Taylor-Wood. Un hombre se masturba solo en el desierto.
- We Fuck Alone, de Gaspar Noé. Una mujer y un hombre se masturban solos con la misma película pornográfica, cada cual en un cuarto diferente. Con Manuel Ferrara y Katsumi.